# گمینا ستنشو
گمینا ستنشو (به لهستانی:  Gmina Stęszew) یک گمینا در لهستان است که در شهرستان پوزنانگ واقع شده‌است. گمینا ستنشو ۱۷۵٫۲۲ کیلومتر مربع مساحت و ۱۳٬۹۱۹ نفر جمعیت دارد.